# Messier 107
Messier 107 (auch als NGC 6171 bezeichnet) ist ein 7,8 mag heller Kugelsternhaufen im Sternbild Schlangenträger. Der Kugelsternhaufen hat eine recht offene Struktur und seine Randgebiete erstrecken sich, wie auf langbelichteten Fotografien sichtbar, bis zu einem Durchmesser von 13'. Seine Entfernung beträgt etwa 21.000 Lichtjahre. M107 ist wegen seiner südlichen Position für Beobachter in Mitteleuropa eher unattraktiv.
Pierre Méchain entdeckte das Objekt im April 1782, wobei die Aufnahme in den Messier-Katalog durch Helen Sawyer Hogg erst im Jahr 1947 erfolgte.